# Liste der Biografien/Cuc
Liste der Biografien |
Portal Biografien |
Personensuche
# |
A |
B |
C |
D |
E |
F |
G |
H |
I |
J |
K |
L |
M |
N |
O |
P |
Q |
R |
S |
T |
U |
V |
W |
X |
Y |
Z |
?
 
Ca |
Cb |
Cc |
Ce |
Ch |
Ci |
Cj |
Ck |
Cl |
Cm |
Cn |
Co |
Cr |
Cs |
Ct |
Cu |
Cv |
Cw |
Cy |
Cz
 
Cua |
Cub |
Cuc |
Cud |
Cue |
Cuf |
Cug |
Cuh |
Cui |
Cuj |
Cuk |
Cul |
Cum |
Cun |
Cuo |
Cup |
Cuq |
Cur |
Cus |
Cut |
Cuv |
Cuw |
Cux |
Cuy |
Cuz
Die Liste der Biografien führt alle Personen auf, die in der deutschsprachigen Wikipedia einen Artikel haben. Dieses ist eine Teilliste mit 49 Einträgen von Personen, deren Namen mit den Buchstaben „Cuc“ beginnt.

## Cuc
- Cùc, Hoàng Thị (1890–1980), Konkubine des Kaisers Khải Định der Nguyễn-Dynastie
- Cuc, Vladimir (* 1981), moldauischer Diplomat

### Cucc
- Cuccarese, Francesco (1930–2025), italienischer römisch-katholischer Geistlicher, Erzbischof von Pescara-Penne
- Cuccarini, Lorella (* 1965), italienische Fernsehmoderatorin, Tänzerin, Sängerin und Schauspielerin
- Cucchi, Enzo (* 1949), italienischer Maler der Transavantgarde
- Cucchiara, Graciela, argentinisch-italienische Koch-AutodidaktinGraciela Cucchiara

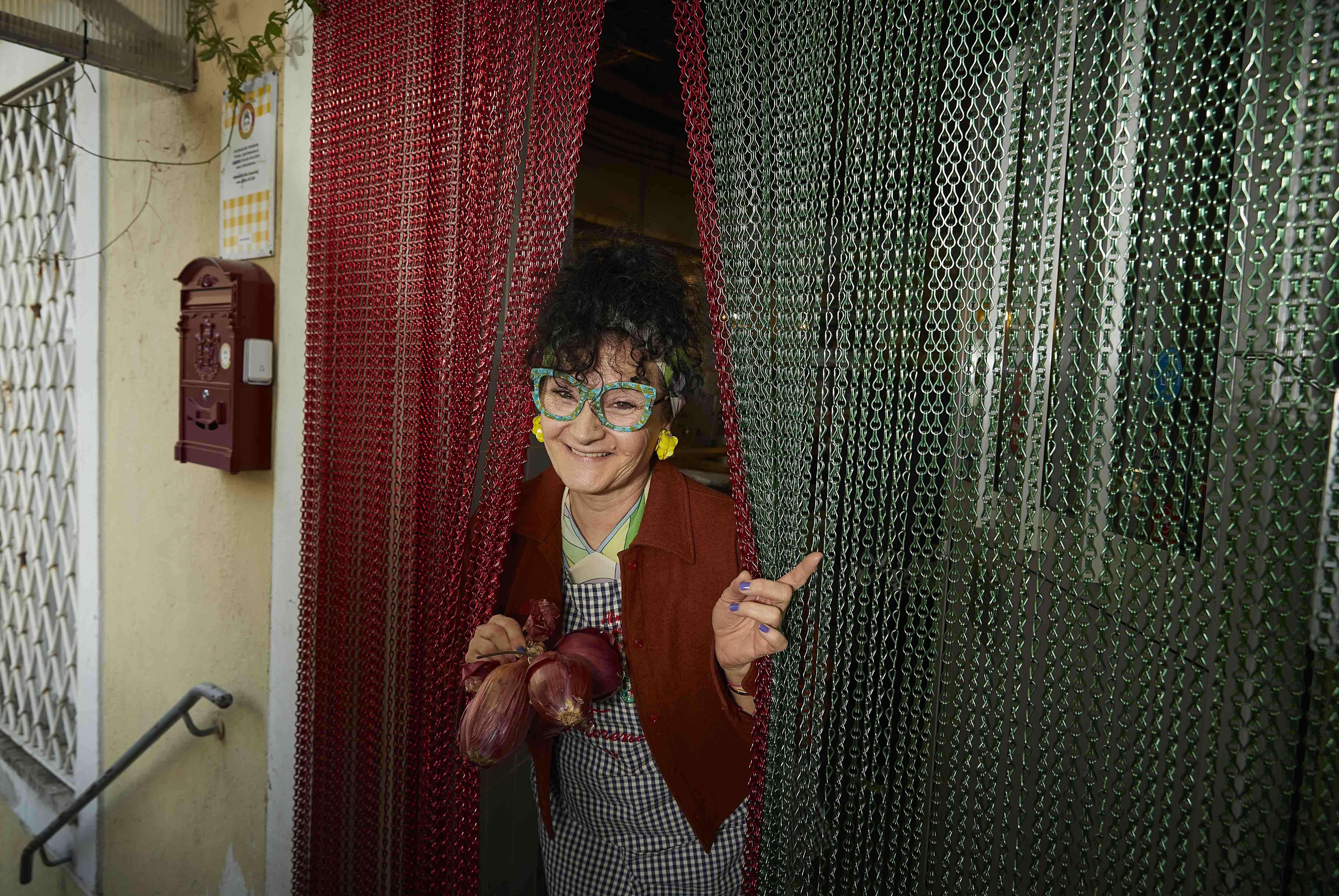
Graciela Cucchiara

- Cucchiara, Tony (1937–2018), italienischer Cantautore, Filmkomponist und Schauspieler
- Cucchiari, Domenico (1806–1900), italienischer General
- Cuccia, Enrico (1907–2000), italienischer Bankier
- Cuccia, Patricia, kanadische Szenenbildnerin
- Cuccia, Vincenzo (1892–1979), italienischer Fechter
- Cuccinelli, Ken (* 1968), US-amerikanischer Politiker
- Cucciolla, Riccardo (1924–1999), italienischer Schauspieler
- Cuccione, Michael (1985–2001), kanadischer Filmschauspieler, Musiker und Gründer der Michael Cuccione Foundation for Cancer Research
- Cuccioni, Tommaso († 1864), italienischer Fotograf, Kupferstecher und Grafikhändler
- Cucco, Alfredo (1893–1968), italienischer Augenarzt, Faschist und Hochschullehrer
- Cuccodoro, Giulio (* 1963), Schweizer Koleopterologe
- Cuccureddu, Antonello (* 1949), italienischer Fußballspieler und -trainer

### Cuch
- Čuch von Zásada, Johann, königlicher böhmischer Hofmarschall
- Cuch, Christian (1943–2014), französischer Radrennfahrer
- Cuch, Tadeusz (* 1945), polnischer Sprinter
- Cuche, Bruno (* 1948), französischer General, Stabschef des Französischen Heeres
- Cuche, Didier (* 1974), Schweizer Skirennfahrer
- Cuche, Fernand (* 1946), Schweizer Politiker (GPS)
- Cucheron, Per, norwegischer Skispringer
- Cuchot d’Herbain, Jean-Marie (1727–1801), Titularbischof von Askalon und Weihbischof in Trier

### Cuci
- Cucinella, Mario (* 1960), italienischer Architekt und Designer
- Cucinelli, Brunello (* 1953), italienischer Modedesigner und Unternehmer
- Cucinotta, Annalisa (* 1986), italienische Radrennfahrerin
- Cucinotta, Claudio (* 1982), italienischer Radrennfahrer
- Cucinotta, Franco (* 1952), italienischer Fußballspieler
- Cucinotta, Maria Grazia (* 1968), italienische Schauspielerin, Filmproduzentin, Filmregisseurin und ModelMaria Grazia Cucinotta (* 1968)

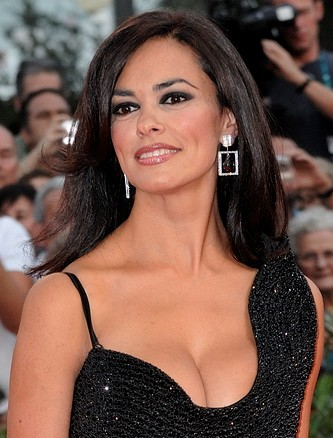
Maria Grazia Cucinotta (* 1968)

- Cuciuc, Simion (* 1941), rumänischer Kanute
- Cuciuffo, José Luis (1961–2004), argentinischer Fußballspieler
- Cuciuffo, Michele (* 1971), deutsch-italienischer Sänger, Schauspieler und Hörspielsprecher

### Cuck
- Cucker, Felipe (* 1958), uruguayischer Mathematiker und theoretischer Informatiker
- Cuckney, John, Baron Cuckney (1925–2008), britischer Politiker (Conservative Party) und Industrieller

### Cucl
- Cuclin, Dimitrie (1885–1978), rumänischer Komponist

### Cucn
- Čučnik, Primož (* 1971), slowenischer Dichter, Schriftsteller, Herausgeber und Übersetzer

### Cuco
- Cucolo, Tony (* 1957), US-amerikanischer Offizier, Generalmajor der US-Army

### Cucu
- Cucuel, Edward (1875–1954), US-amerikanischer Maler und Illustrator
- Cuculiza, Luisa María (* 1942), peruanische Politikerin
- Cucumus, Franz (1824–1881), deutscher Reichsgerichtsrat
- Cucumus, Konrad von (1792–1861), deutscher Richter und Rechtswissenschaftler
- Cucuphas, frühchristlicher Märtyrer und Heiliger
- Cucurella, Marc (* 1998), spanischer FußballspielerMarc Cucurella (* 1998)

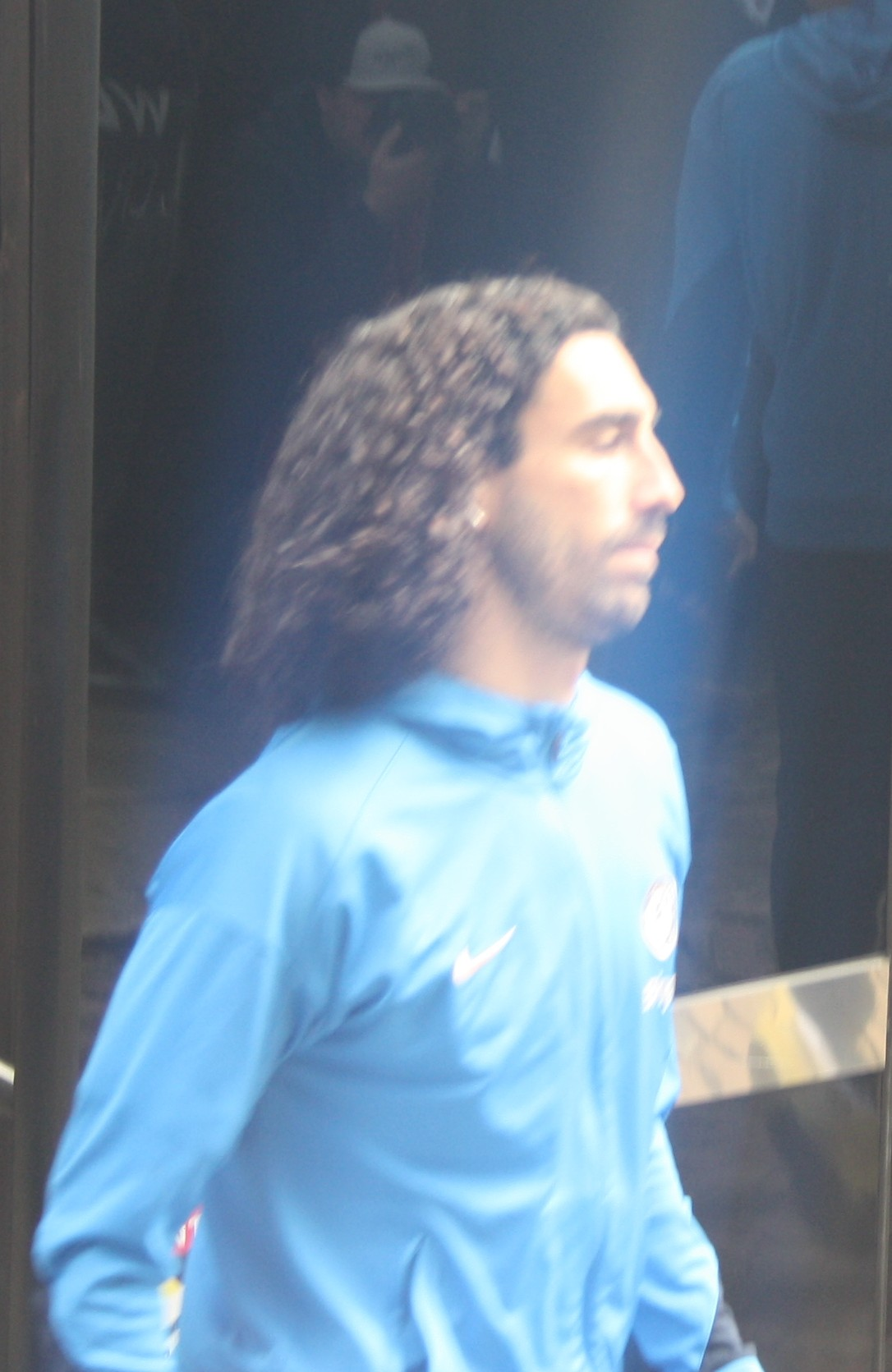
Marc Cucurella (* 1998)

- Cucurto, Washington (* 1973), argentinischer Autor
- Cucurull, Fèlix (1919–1996), spanischer Autor, Historiker und Politiker
- Ćućuz, Nikola (* 1930), jugoslawischer bzw. serbischer Verkehrswissenschaftler